# Lavalette, Haute-Garonne

Lavalette este o comună în departamentul Haute-Garonne din sudul Franței. În 2009 avea o populație de 624 de locuitori.

## Evoluția populației
| An        | 1975 | 1982 | 1990 | 1999 | 2006 | 2009 |
| --------- | ---- | ---- | ---- | ---- | ---- | ---- |
| Populație | 406  | 503  | 531  | 602  | 618  | 624  |

## Monumente

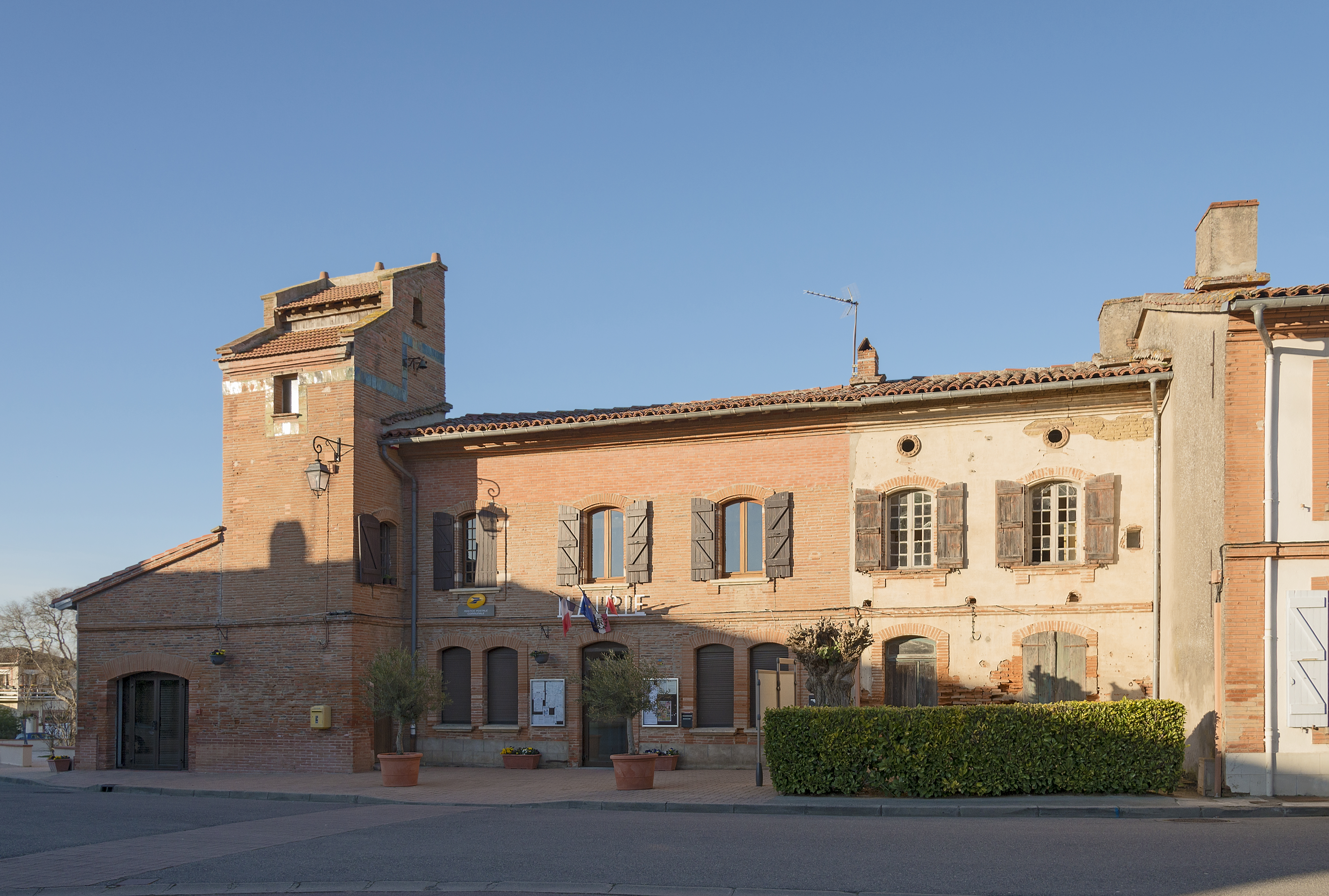
Primărie.
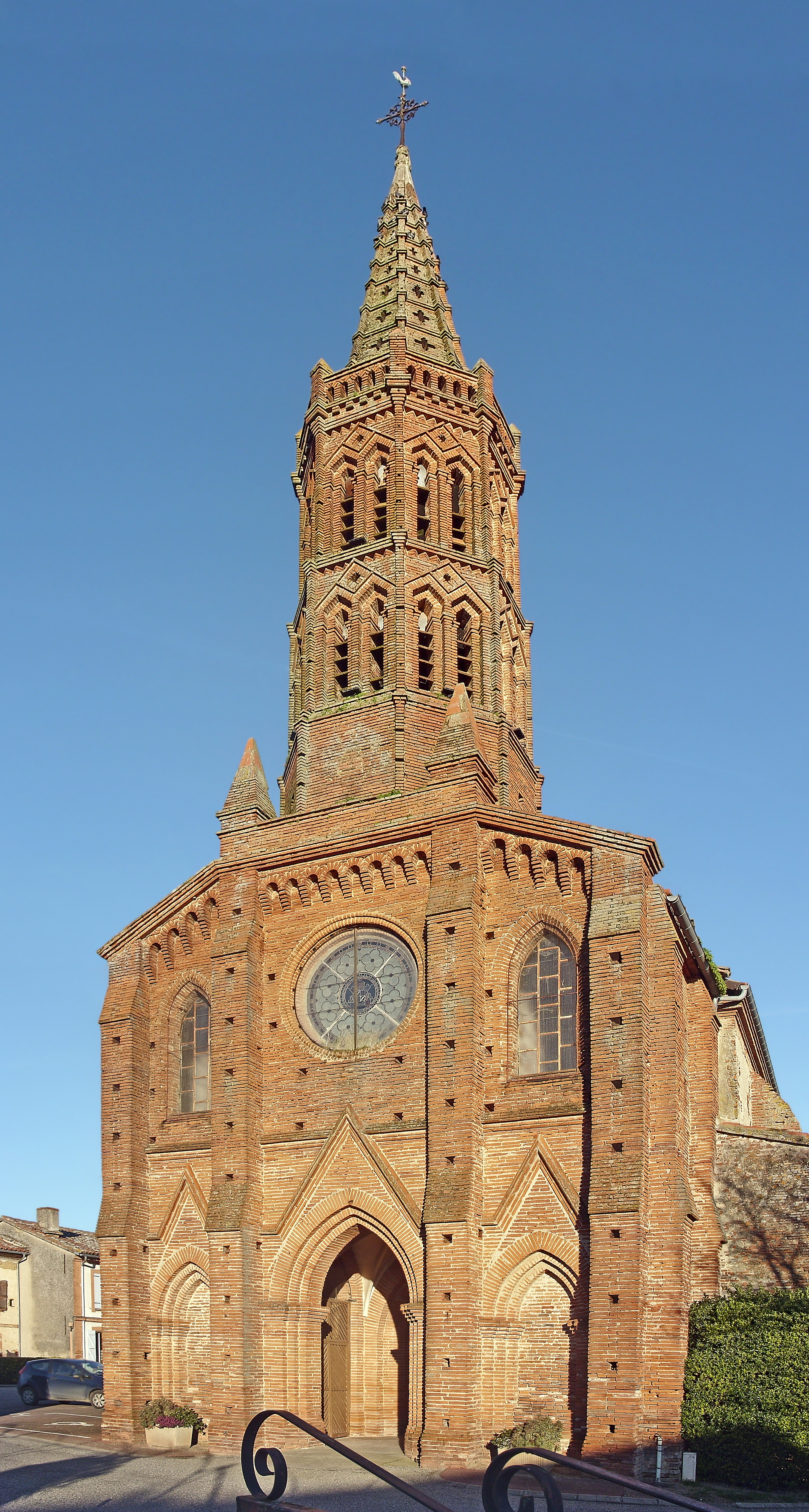
biserică  Saint-Laurent
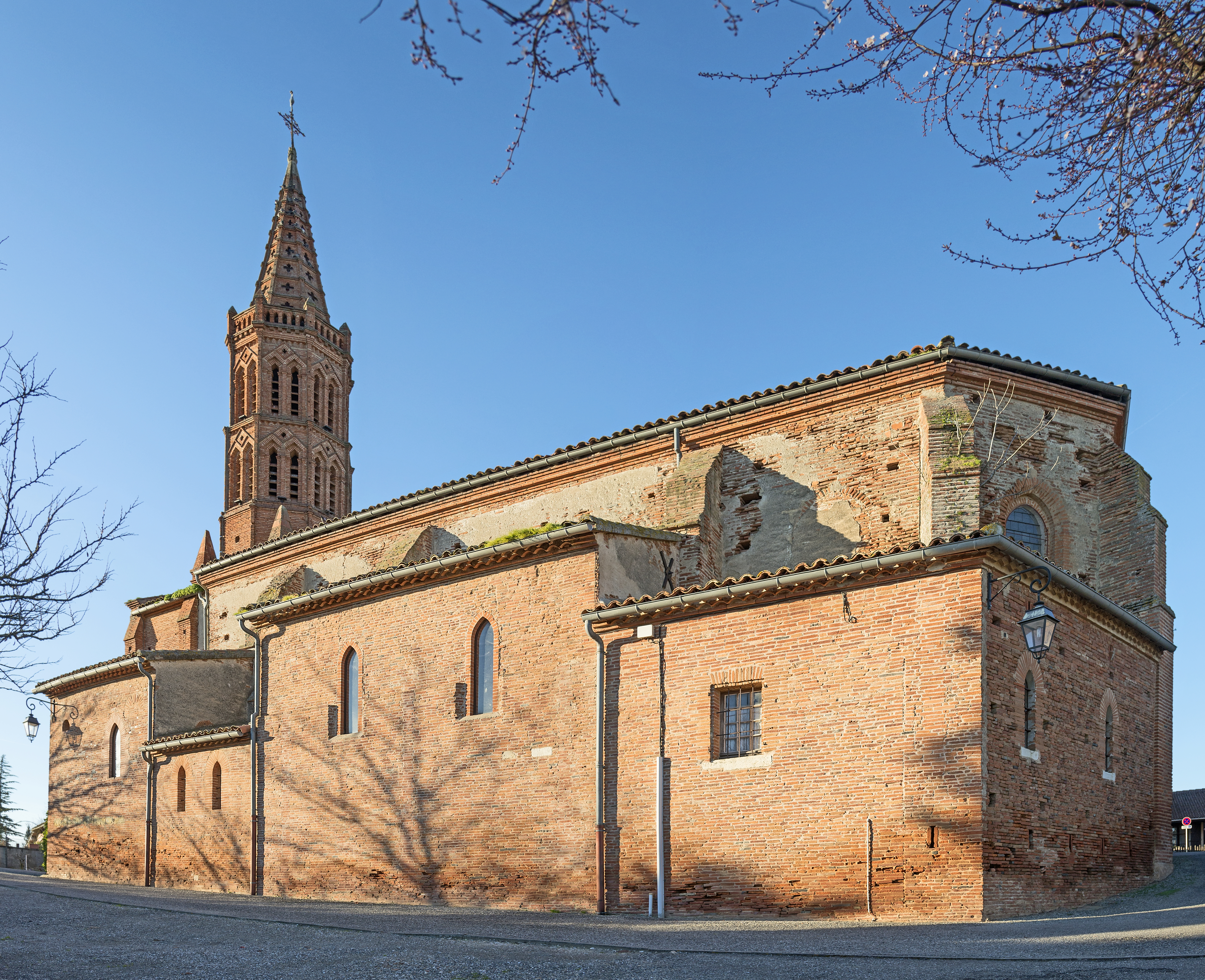
biserică  Saint-Laurent
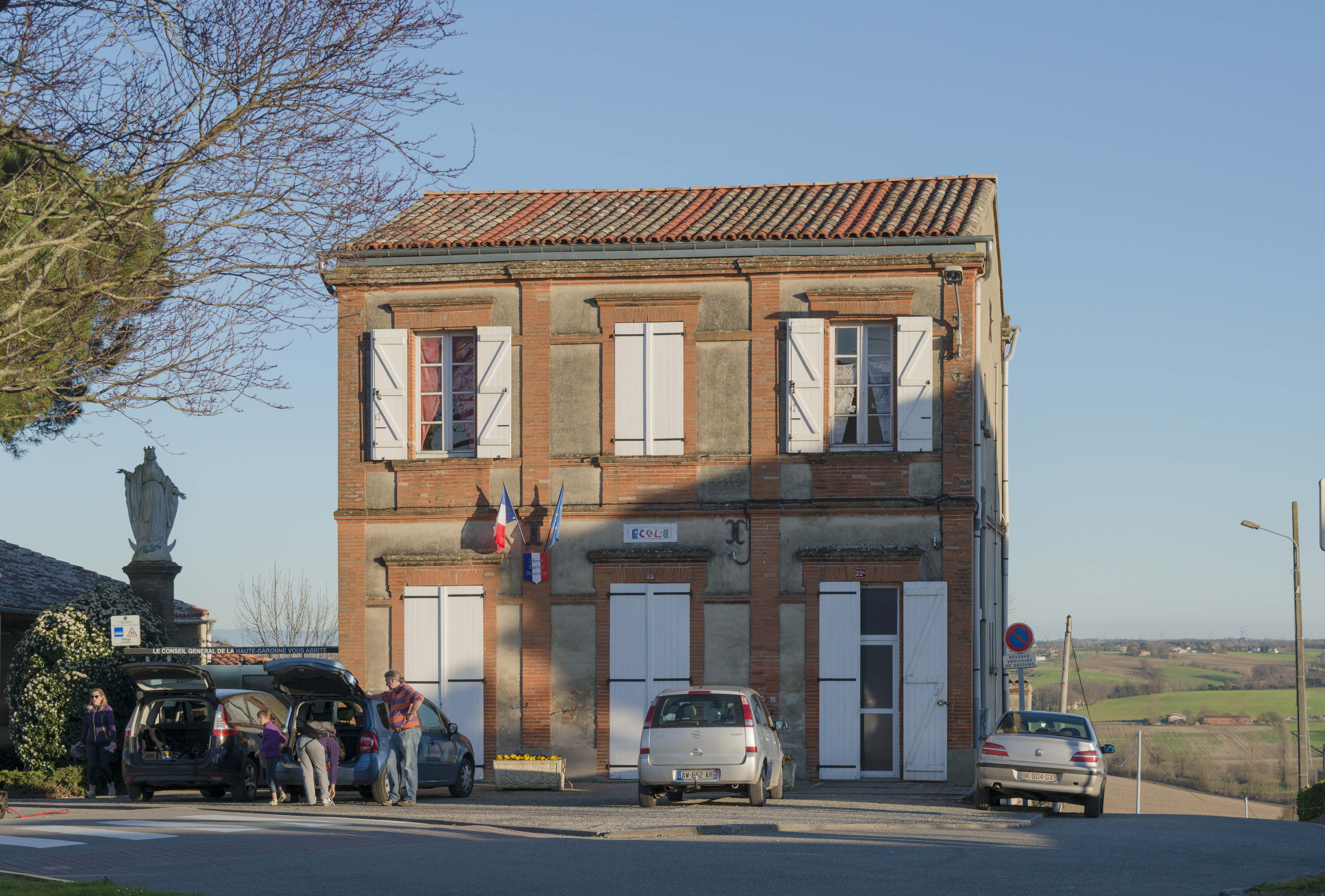
Scoală